# Хшановський повіт
Хшановський повіт (пол. powiat chrzanowski) — один з 19 земських повітів Малопольського воєводства Польщі.
Утворений 1 січня 1999 року в результаті адміністративної реформи.

## Загальні дані
Повіт знаходиться у західній частині воєводства.
Адміністративний центр — місто Хшанув.
Станом на 1.01.2008 населення становить 127 859 осіб, площа 371,6 км².

## Демографія
Демографічні дані повіту станом на 31 grudnia.2006:
|       | Всього  | Всього | Жінки  | Жінки | Чоловіки | Чоловіки |
| ----- | ------- | ------ | ------ | ----- | -------- | -------- |
|       | осіб    | %      | осіб   | %     | осіб     | %        |
| Повіт | 128 093 | 100    | 65 979 | 51,5  | 62 114   | 48,5     |
| Міста | 79 385  | 100    | 41 011 | 51,7  | 38 374   | 48,3     |
| Села  | 48 708  | 100    | 24 968 | 51,3  | 23 740   | 48,7     |